# Ferdinand Querner
Heinrich Ferdinand Querner (* 7. März 1816 in Seifersdorf; † 1. April 1880 in Kirchberg im Landkreis Zwickau) war ein deutscher konservativer Politiker.

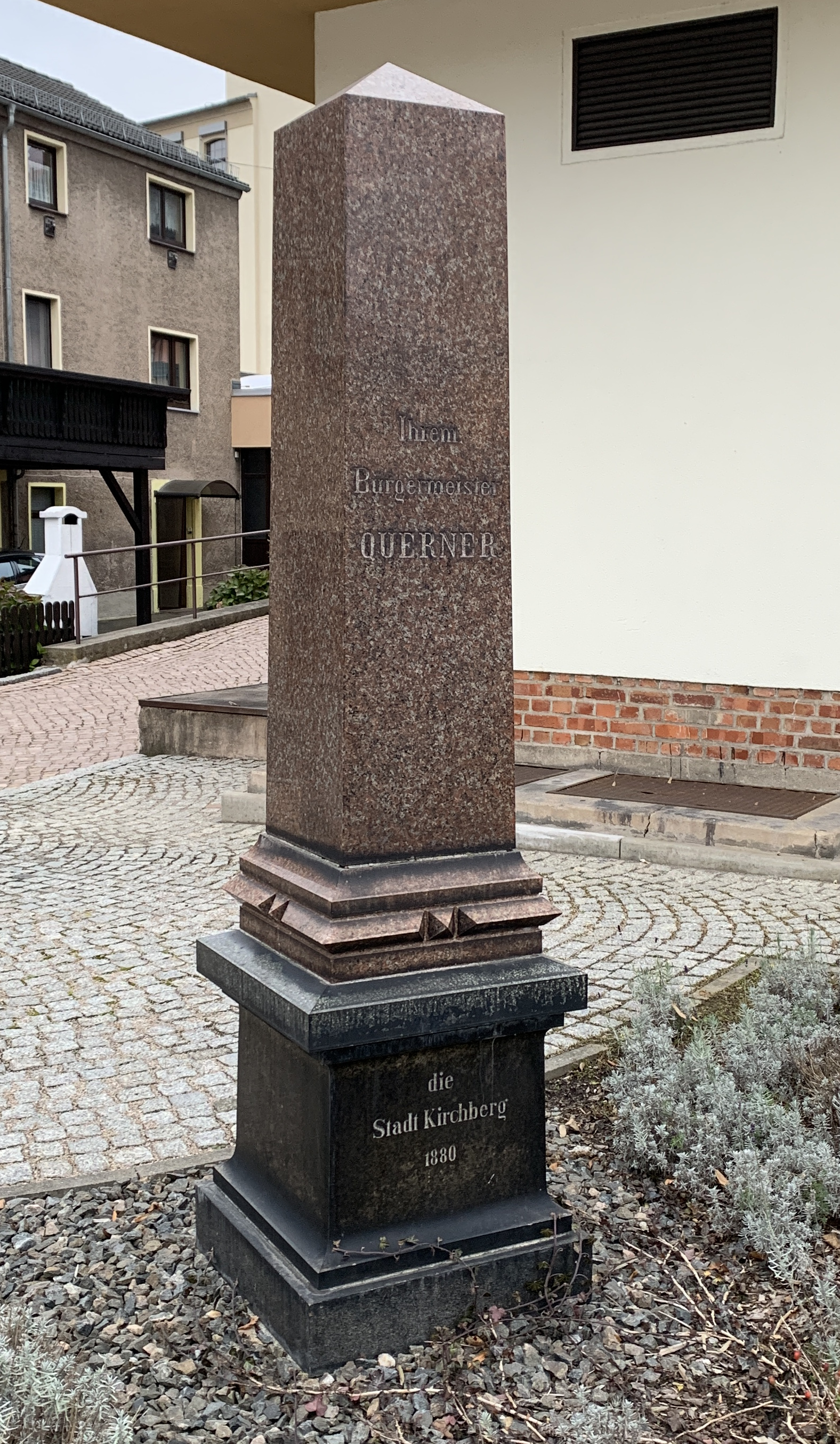
Denkmal für Ferdinand Querner in Kirchberg

## Leben und Wirken
Der Sohn des  Landwirtschaftsbesitzers Carl Christian Querner besuchte die Volksschule in seinem Heimatdorf Seifersdorf und anschließend bis 1832 die Stadtschule in Dippoldiswalde. Von 1832 bis 1838 war er als Kopist im Justizamt Dippoldiswalde und anschließend als Sportelkassenbeamter im Justizamt Werdau, beim Landgericht Kirchberg sowie beim Bezirksgericht Chemnitz tätig. Seit 1843/44 besaß er eine Spinnerei in Kirchberg. Von Mai 1857 bis 1880 war er Bürgermeister von Kirchberg. In einer durch die Mandatsniederlegung von Robert Ploß notwendig gewordenen Nachwahl wurde er 1871 für den Konservativen Landesverein im 21. städtischen Wahlkreis in die II. Kammer des Sächsischen Landtags gewählt. Dieser gehörte er bis 1879 an.